# عباس مقتدایی خوراسگانی
عباس مقتدایی خوراسگانی (زاده آذر ۱۳۴۶ اصفهان) سیاستمدار ایرانی و نماینده حوزه انتخابیه اصفهان و ورزنه در دوره‌های نهم، یازدهم و دوازدهم مجلس شورای اسلامی است.
وی در مجلس نایب‌رئیس اول کمیسیون امنیت ملی و سیاست خارجی مجلس شورای اسلامی بوده‌است. مقتدایی عضو هیئت علمی گروه علوم سیاسی و روابط بین‌الملل دانشکده علوم انسانی دانشگاه آزاد اسلامی واحد شهررضا، دانش‌آموخته کارشناسی ارشد معارف اسلامی و علوم سیاسی از دانشگاه امام صادق(ع) و دارای دکتری روابط بین‌الملل از واحد علوم تحقیقات تهران است. وی مؤسس دبیرستان دوره اول رسول صادق در شهر اصفهان و رئیس پژوهشکده هنرهای سنتی - اسلامی است.

## تحصیلات
مقتدایی تحصیلات خود تا دیپلم اقتصاد را در شهر خوراسگان اصفهان به اتمام رسانید و کارشناسی ارشد خود در رشته معارف اسلامی و علوم سیاسی را در سال ۱۳۷۵ از دانشگاه امام صادق (تهران) و دکترای روابط بین‌الملل را در سال ۱۳۸۷ از واحد علوم و تحقیقات دانشگاه آزاد اسلامی تهران با دفاع از پایان‌نامه خود با عنوان «بررسی نقش و جایگاه نسل سوم حقوق بشر در عرصه روابط بین‌الملل و توافقات و تزاحمات آن با مبانی اسلامی» گرفت.

## فعالیت‌های سیاسی
- نماینده دوره‌های نهم، یازدهم و دوازدهم مجلس شورای اسلامی
- عضو مجمع اصولگرایان اصفهان
- عضو هیئت رئیسه کمیسیون امنیت ملی و سیاست خارجی مجلس شورای اسلامی (دوره یازدهم)
- عضو هیئت رئیسه کمیسیون آموزش و تحقیقات مجلس شورای اسلامی
- رئیس مجمع نمایندگان استان اصفهان
- سخنگوی کمسیون آموزش و تحقیقات مجلس شورای اسلامی (اجلاسیه اول)
- دبیر کمسیون آموزش و تحقیقات مجلس شورای اسلامی (اجلاسیه سوم)
- عضو کمیسیون مشورتی شورای عالی انقلاب فرهنگی
- دبیر کمیته تحول علوم انسانی و اسلامی شدن دانشگاه‌ها
- نایب‌رئیس فراکسیون طرح‌ها و لوایح مهم مجلس شورای اسلامی
- دبیر فراکسیون دانشگاهیان مجلس شورای اسلامی
- سخنگوی فراکسیون بیداری اسلامی مجلس شورای اسلامی
- رئیس گروه دوستی ایران و دانمارک
- رئیس گروه دوستی ایران و بلغارستان
- رئیس کمیته پیگیری مسائل و مشکلات زاینده رود اصفهان[۴]
- عضو شورای مرکزی کانون دانشگاهیان ایران اسلامی[۵]

انتخابات مجلس دهم
عباس مقتدایی که به عنوان نامزد مستقل در این رقابت شرکت کرد در نهایت از راه یافتن به مجلس دهم بازماند. در این انتخابات اصلاح‌طلبان پیشتاز بودند.
انتخابات شورای شهر پنجم
وی در پنجمین دوره انتخابات شورای اسلامی کلان شهر اصفهان با فهرست منتسب به جبهه پایداری اصفهان شرکت کرد و از سوی مردم اصفهان به عنوان اولین عضو علی‌البدل شورای شهر انتخاب شد. در این انتخابات فهرست اصلاحات به صورت کامل پیروز شد.
انتخابات مجلس یازدهم
در این انتخابات در فهرست مجمع اصولگرایان اصفهان قرار گرفت و با بیش از ۲۲۸ هزار رأی برای دومین بار به عنوان نماینده مردم اصفهان در یازدهمین دوره مجلس شورای اسلامی انتخاب شد.
انتخابات مجلس دوازدهم
در انتخابات مجلس دوازدهم به صورت مستقل ثبت‌نام کرد و برای سومین بار منتخب مردم اصفهان در مجلس شورای اسلامی شد. همچنین علی‌اکبر رائفی‌پور و نیز تعدادی از علما و چهره‌های سرشناس اصفهان در این انتخابات از وی حمایت کردند.
انتخابات زودتر از موعد ریاست‌جمهوری
وی در انتخابات ریاست‌جمهوری سال ۱۴۰۳ به صورت مستقل ثبت‌نام کرد.